# Intrigo perverso
Intrigo perverso (Innocent Lies) è un film del 1995 diretto da Patrick Dewolf, tratto dal romanzo Verso l'ora zero (Towards zero) di Agatha Christie.

## Trama
1938: un detective inglese va in Francia per investigare sulla morte di un suo collega. Le indagini lo mettono in contatto con una famiglia aristocratica inglese che abita in una bella villa sulla costa francese.
La famiglia, composta da Helena e i due figli Jeremy e Celia, nasconde segreti inconfessabili e legami morbosi, soprattutto quello tra Celia e il fratello, nato come un gioco quando erano bambini e diventato un'ossessione proibita da adulti.